# Meteorák
A Meteorák egy geológiai képződmény, a legnevezetesebb látnivalók egyike Görögországban. A vidék és a hegység elnevezése: sajátságos környék tele gigantikus torony és csipke alakú sziklákkal, amelyeket az erózió faragott. Maguk a sziklák egyenként 100–150 m magasak, amelyek évszázadok óta ortodox keresztény kolostoroknak adnak otthont.
A helyszín 1988 óta az UNESCO Világörökség része.
A Meteora (görög szó) "levegőben lebegőt" jelent. A sziklák elnevezése nem véletlen, valóban az égbolt közelében keresendők a csúcsok.

## Története
A Pindosz-hegység barlangjaiban, meredek kaptatóin már a 12. századtól megjelentek az aszkézis hívei.
A Nagy Kolostor, a Megalo Meteóron megalapítója, az Athosz-hegységből származó Meteórai Szent Athanaiosz barát (Neopatrasz, 1305 körül – Meteóra, 1383. ápr. 20.) csak 1350 körül telepedett le itt – a legenda szerint a mai kolostor helyére angyal, illetve sas emelte fel magával.
Tanítványa, Joaszaph, a szerb király fia, 30-40 évvel később tovább bővítette a kolostort. A 15-16. században, amikor a török meghódította Thesszáliát, sok új közösség alakult. A 17-18. században a Meteora közösségei lassan hanyatlásnak indultak, több közülük feloszlott.
Csak a 19. században figyelt fel rájuk néhány utazó, akiket egyre több látogató követett.

## Épületei
A Meteorákon huszonnégy bizánci kolostor volt található, melyek egyenként 600 évnél idősebbek – a környék ennek köszönhetően igen híres zarándokhellyé, majd később turistacélponttá vált. A kolostorok közül ma már csak ötöt használnak valójában a szerzetesek.
Maguk az épületek a thesszáliai Pindosz-hegységben elszórtan, csaknem 300 m magasan, tűhegyes, alig megközelíthető, meredek hegycsúcsokon helyezkednek el, és a Peneiosz folyó völgyére néznek. 
Körülbelüli földrajzi helyük: é. sz. 39° 43′ 03″, k. h. 21° 37′ 39″39.717500°N 21.627500°E
1920-ig ezeket az épületeket csak létrákon lehetett  megközelíteni. A létrák egyenként 30 méteresek, vagy ennél magasabbak voltak, némelyeket a sziklákhoz rögzítették. Az első világháborút követően, különösen az 1960-as évektől új utat építettek Kalambakától a kolostorokig. Ma már hosszú, sziklába vájt lépcsősorokon és mély szakadékokat áthidaló hidakon bárki elérheti az épületeket.

## A kolostorok kialakítása
Az egykori épületek közül ma már csak pár lakott. A kolostorok anyaga kő, vörös cseréptetővel, fakarzatokkal. A szerzetesek számára szűk cellákat, templomot és a közös étkezések céljára refektóriumot rendeztek be. A sziklákba ciszternákat vájtak, hogy felfogják az esővizet. A Meteoron-kolostorban megmaradtak az igen egyszerű konyha megmunkált fazekai és merőkanalai. A kolostorok többségében csak néhány szerzetes él, de van egy olyan is, amelyben apácák laknak.

## Nevezetes kolostorai

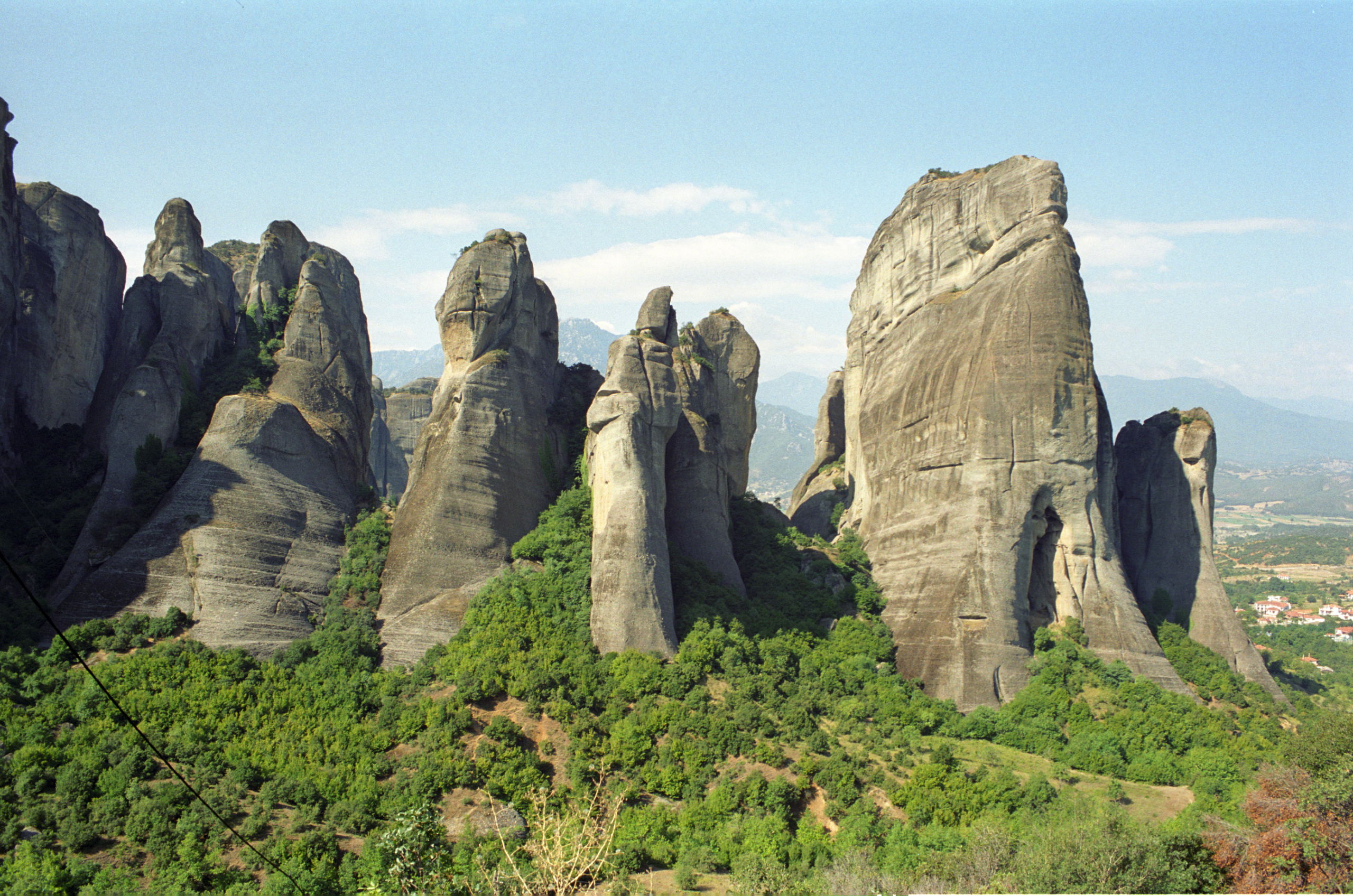
A Meteorák

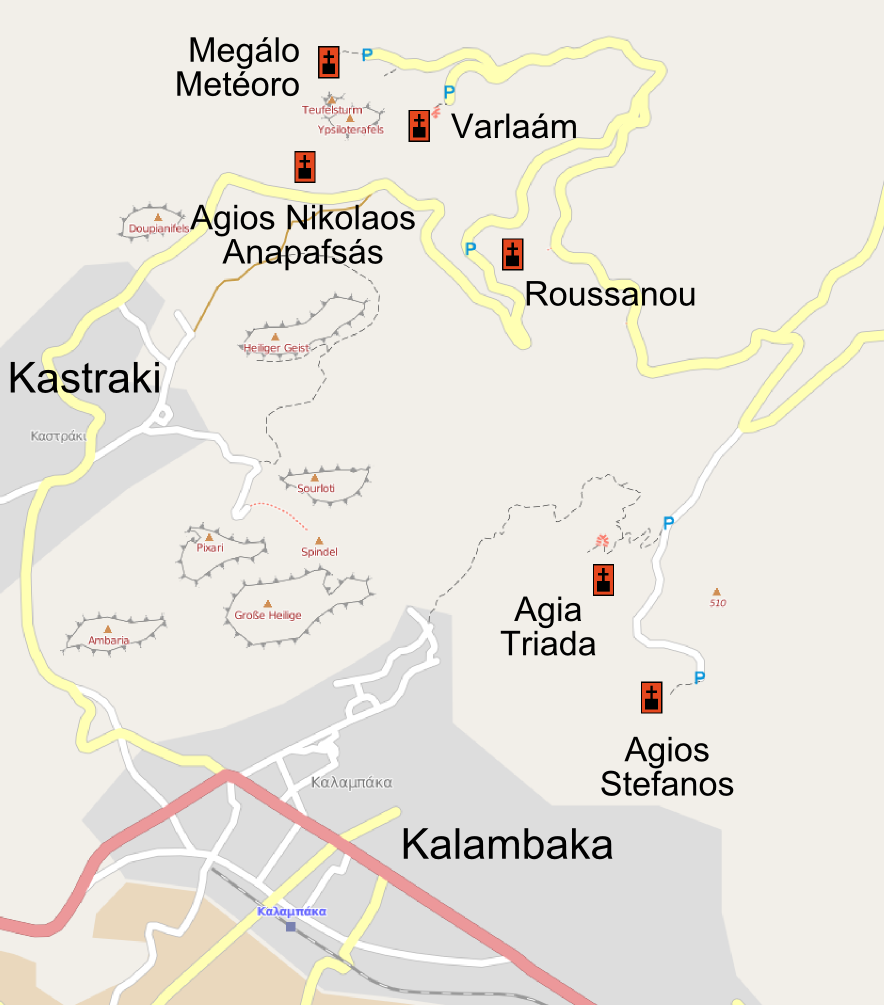
A Meteorák és kolostorok térképe

- Metamorphoseos-kolostor (Megalo Meteoro): 613 m tengerszint feletti magasságban, Piniosz felett pedig 475 m magasan emelkedik. Athanassios szerzetes alapította templomát 1380-ban. 1388-ban (Simeon), és 1541-42 – ben új épületrészekkel gazdagodott. Belső díszítése: gazdag ikonosztáz aranyozott fából, intarziatechnikával kidolgozott pátriárkatrón, freskók a 16. századból. A főtemplomhoz további három épület, és kápolnák csatlakoznak: az Agios Athanassios kápolna, az  Agios Konstantinos és Agia Heleni (1769) illetve a Szent János kápolna (1600). 1923-ig csak létrákon lehetett  megközelíteni, most lépcsők vezetnek fel az épülethez. Kincsei relikviák, a bizánci császárok ajándékai, keresztek, amulettek, ikonok, kézzel írott kódexek és 600 kötetes könyvtár.
- Varlaam-kolostor: Varlaam szerzetes élt itt, 1350-ben ő építette az első kápolnát a sziklán. 200 évvel később Theophanis és Nectarus építette fel a Szent Trion Hierarchon templomot a régi alapjaira. Ehhez csatlakozott az Hagion Panton és Szent János templomok felhúzása.  1627-ben renoválták a Trion Hierarchon (Stergion és Kyrillos szerzetesek) templomot. 1922-ben látták el lépcsőkkel, de teherhordásra még ma is használják a hálókat. Kincsei a sekrestyében találhatók: szentek relikviái, liturgiaöltözetek, keresztek, a kolostor alapítójának vasöve, aranyozott oltárterítők, pergamenre írott kéziratok és könyvek százai.
- Agia Triada (Szentháromság) -kolostor: Dometios alapította 1458-1476 között. Az Agia Trias kápolna kétoszlopos stílusban épült, 1692-ben freskókkal díszítették. A kolostor bejáratánál egy kisebb kápolna áll, Damaskinos, Arsenios és Ionas szerzetesek festették falait. 1888-ban látták el lépcsőkkel, melyet 1925-ben további 140 lépcsővel egészítettek ki. Az 1981-es James Bond film, a Szigorúan bizalmas fináléja itt készült.
- Agios Nikolaos Anapafsas-kolostor: a 15. században, valószínűleg egy korábbi alapra építették, de a szikla kis felülete miatt az alapítók nem tudták kiterjeszteni területét. Első emeletén a templom és a refektórium, a másodikon a szerzetesek cellái kaptak helyet. A kápolna 1510-ben épült, Dionyssos és Nikoranos szerzetesek alapították. Hosszúkás építmény, a kolostor déli fala mellett emelkedik. Tíz cellából és egy apátságból áll. Díszítése 1527-ben fejeződött be, Theophanis Strelizas krétai barát alkotása.
- Agios Stefanos-kolostor: a szikla, amelyre a kolostort emelték, már Kr. e. 1200-ban lakott volt. Maga a kolostortemplom 1350-ben alakult, alapítója Antonios Katahuzinos. Kicsi és sötét épület fatetővel. Hozzá tartozik az Agios Charalambos kápolna, mely 1798-ból származik, s Theophanis és Ambrossios alapították. A templomot három kupola fedi, csodálatos fametszésű oltára és ikonosztáza van. 1333-ban rövid ideig itt lakott III. Andronikosz bizánci császár, aki birtokot és pénzt adományozott az Agios Stefanosnak. A sekrestye és a templom igen gazdag: keresztek, liturgikus eszközök, ikonok, kódexek, miniatúrák, Szent Haralambosz ereklyéje (csodatévő csontok) található itt.

- Roussanou-kolostor: nevét alapítójának, Roussanos szerzetesnek köszönheti (bár erről nincs írásos bizonyíték). 1380-ban Joasaph és Maximos testvérek is alapíthatták. 1545-ben renoválták és kiépítették. A kápolnát Krisztus feltámadásának szentelték fel, nagyszerű freskókkal, ikonokkal díszítették. 1897-ben létrákkal látták el a zarándokoknak. 1930-ban stabil építményt emeltek, hogy a látogatók feljuthassanak

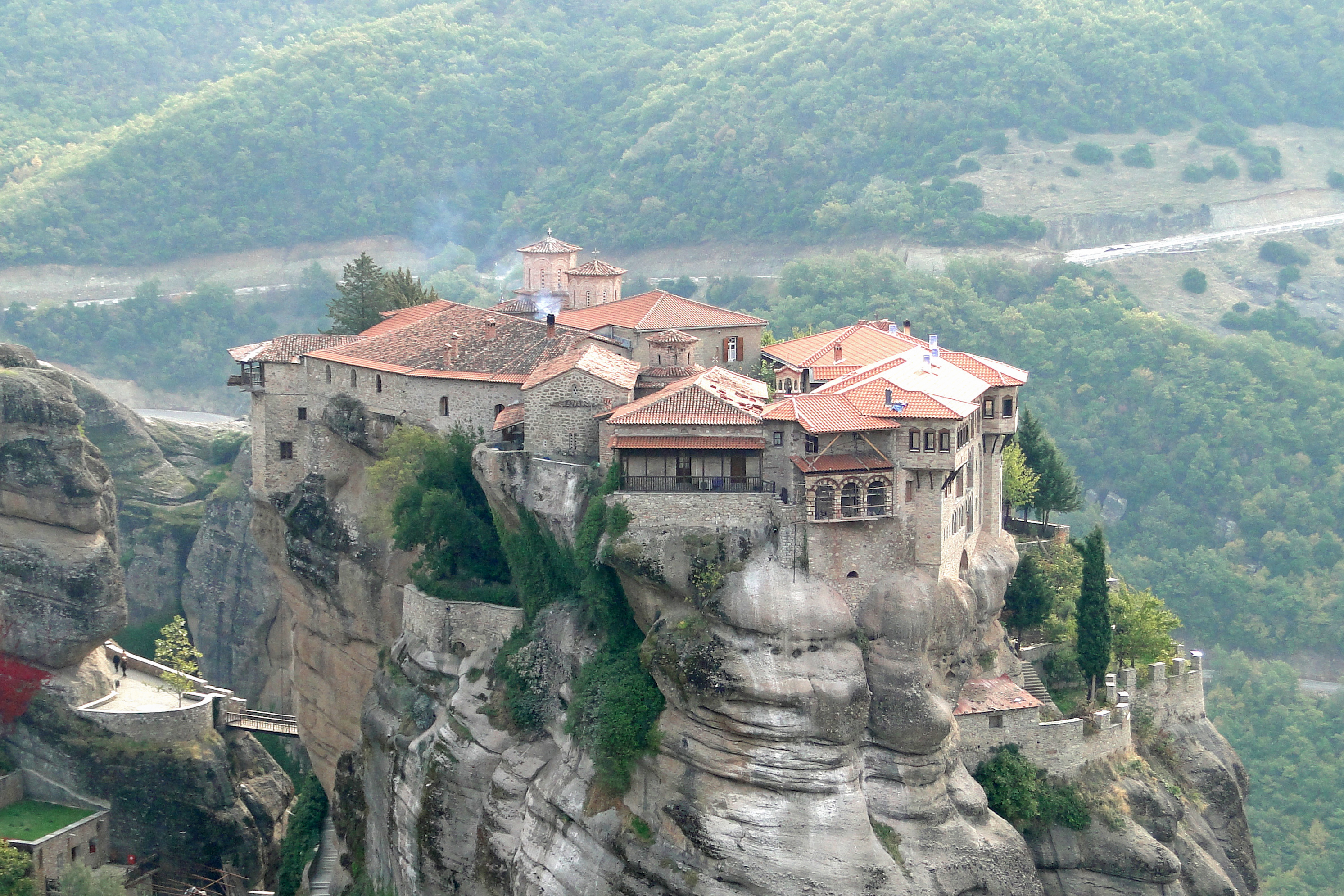
Varlaam
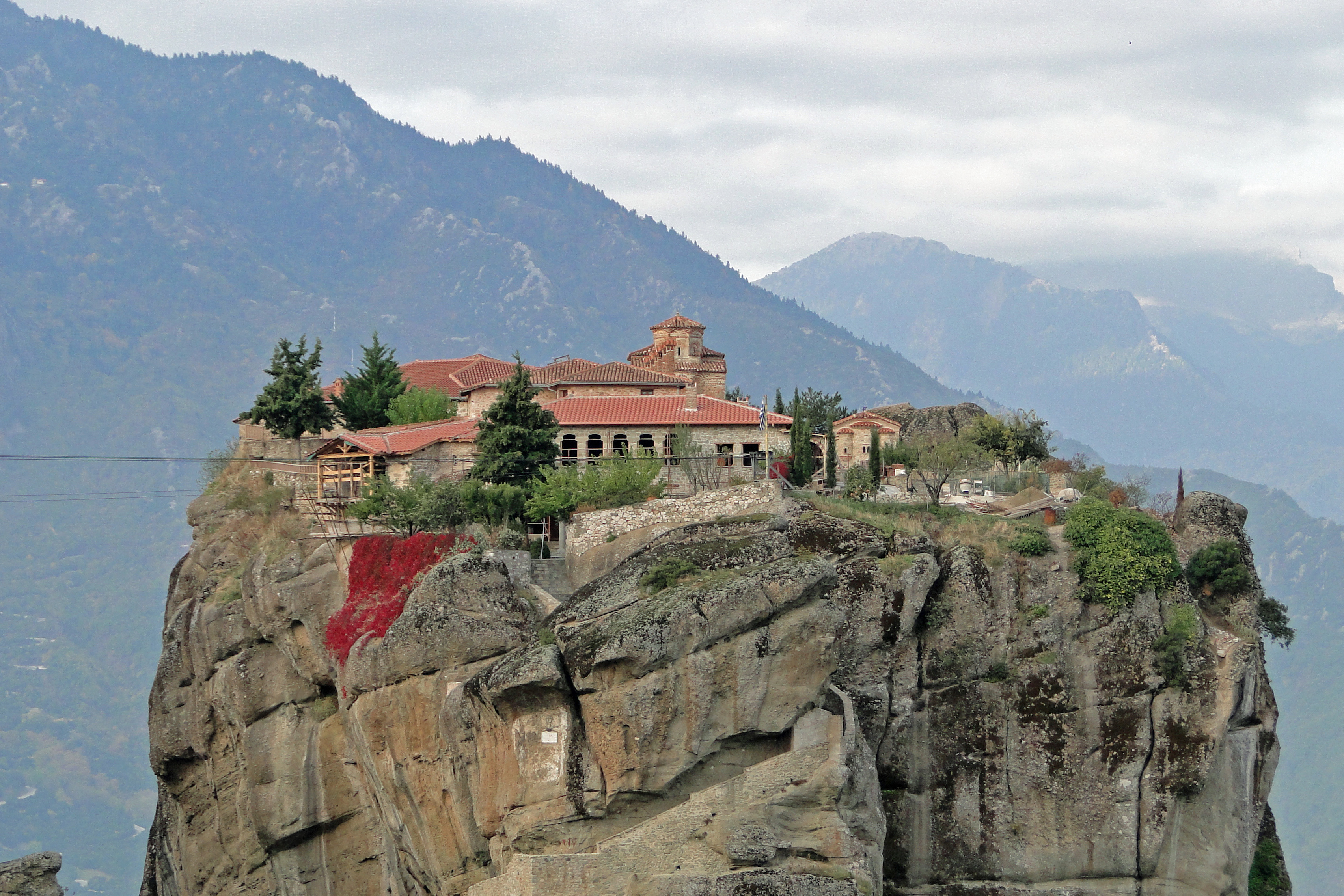
Agía Triáda
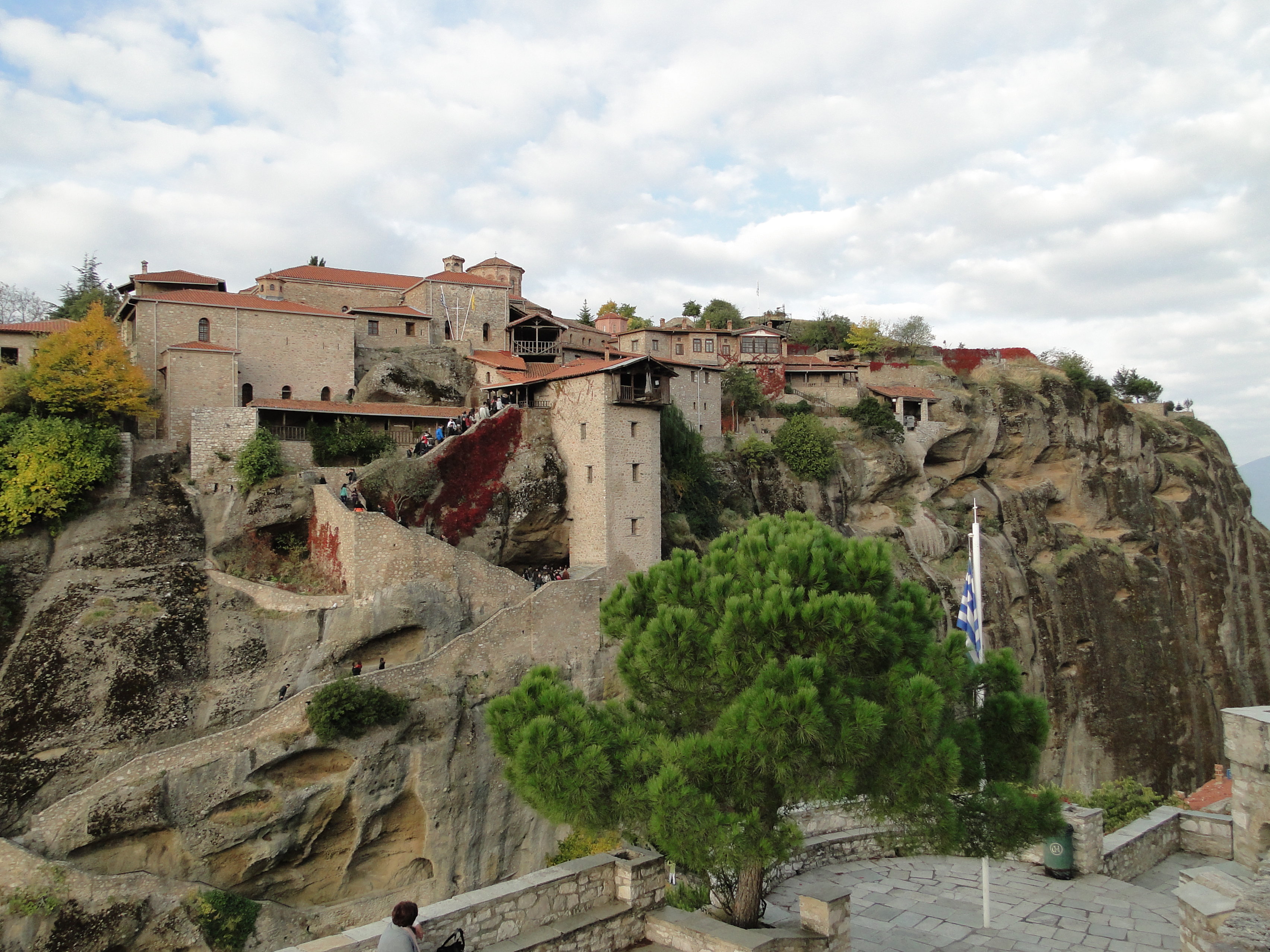
Nagy-Meteóra
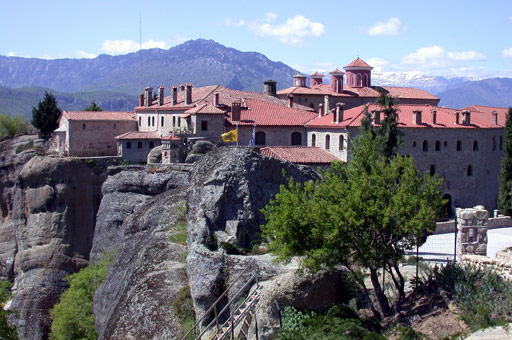
Agios Stephanos
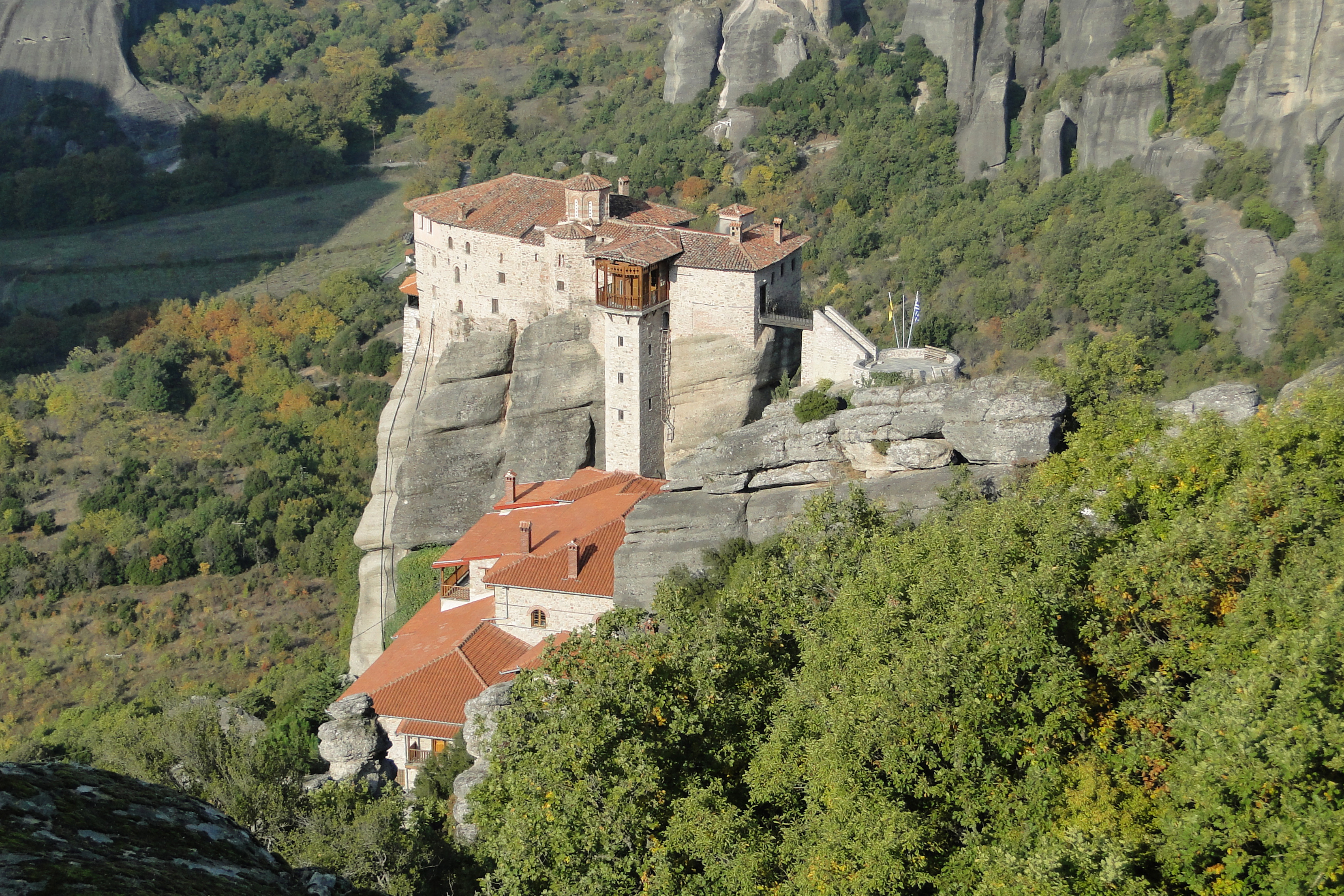
Roussanou
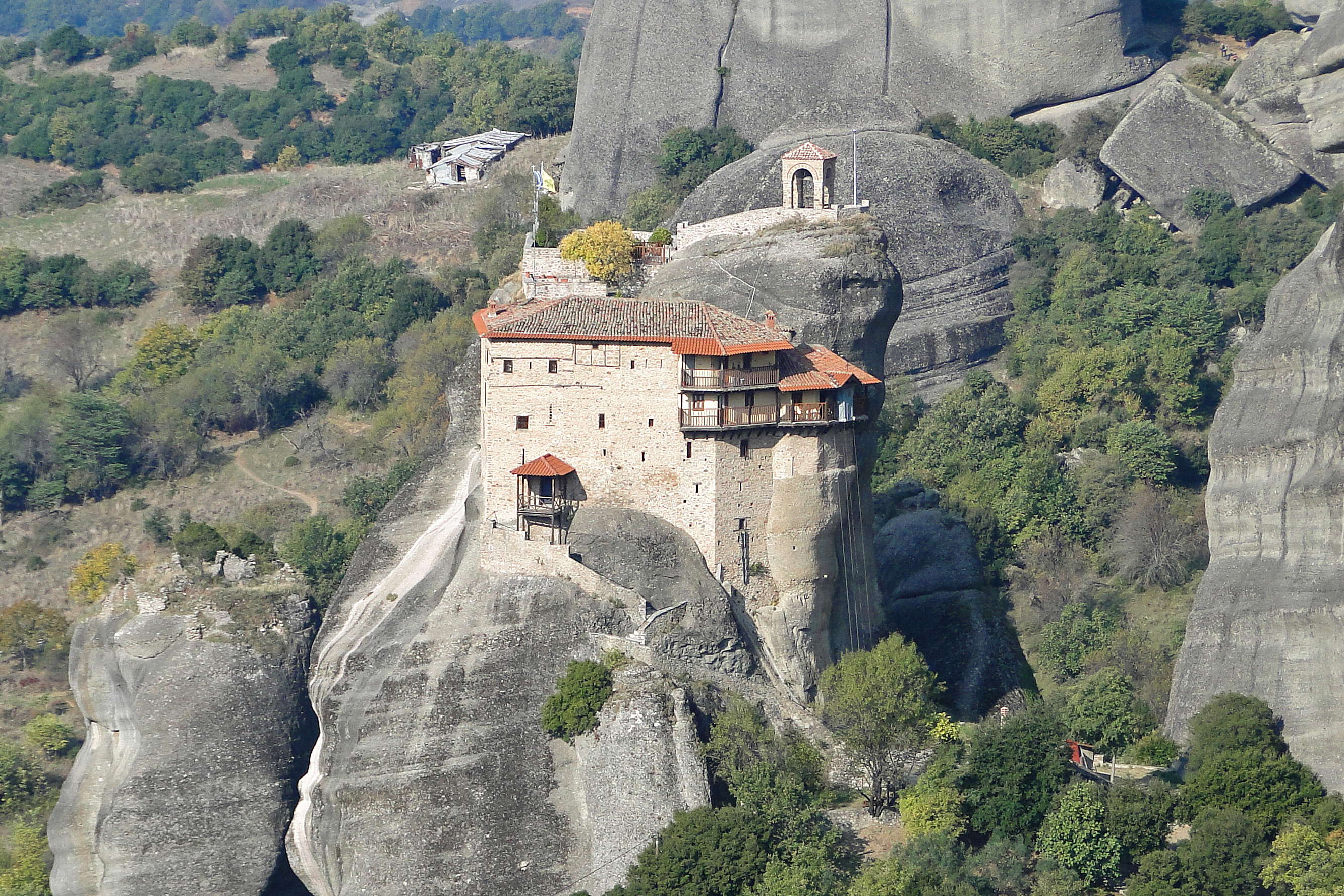
Agios Nikolaos

## További építmények
- Doupiani: Az első kolostor, amelyet a Meteorákban alapítottak. Maga a kolostor nem maradt fenn, de a 13. század elején ezen a helyen épült kápolna ma is használatban van és karbantartják. A felújítások többek között 1867-ben és 1974-ben történtek.

- Filakaé Monakón: A hagyomány szerint ez a sziklabarlang volt a szerzetesek „börtöne”: a nagyon szigorú szabályokat megszegő szerzeteseket állítólag ide küldték vezeklés céljából.

- Ypapantí: 1347-ben épült kolostor, melynek épületei a templom freskóival ellentétben csak közepes állapotban maradtak fenn. A 2000 utáni években a Dimitrios-szikla oldalán álló komplexumot helyreállították. A kolostort ritkán látogatják, mert kissé távol van az úttól, nincs közúti megközelítés, és a komplexum általában zárva van.

- Agii Apóstoli: A kolostornak csak a romjai és egy ciszterna maradtak meg. Először 1551-ben dokumentálták.

- Agion Pnévma: Rossz állapotú. Két ciszterna, néhány cella és a kőből faragott oltár tanúskodik az egykori komplexumról, amely a hagyomány szerint a 14. századból származik.

- Agía Ályssis , más néven Apóstolos Pétros: Nem megmaradt kolostoregyüttes, valószínűleg 1400 körül épült.

- Agios Antónios: Kis kolostorépület a 14. századból, melyből már csak egy kis templom maradt meg.

- Agios Grigórios : Nem fennmaradt kolostor, szintén a 14. századból.

- Agios Módhestos : Nem megmaradt kolostoregyüttes. Először egy 12. századi levélben említik.

- Agios Nikólaos Bádovas vagy Kofinás: A II. világháborúban megsemmisült.

- Agía Moní: Az egykori kolostorépület a Varlaám és Agios Nikólaos Anapavsás kolostorok között feküdt. 1614-ben dokumentálták, akkoriban több mint 20 szerzetes lakta. Az épületekből már csak romok maradtak.

- Moní Ypsilotéra más néven Kaligráfon. Nem maradt fenn.

- Panagía Mýkani: Kezdetben valószínűleg barlangtemplomnak épült, először 1358-ban említik, később kolostorrá bővítették. A kolostort egy 1541-ből származó püspöki levél említi. A kolostor nem maradt fenn.

- Pantokrátor: Dokumentumok 1650-ben említik a kolostort. Emlékét a Dupiani-szikla északnyugati részén falmaradványok őrzik.

- Agios Dimitrios: Az Ypapantís kolostor feletti Dimitrios-sziklán romokban megmaradt kolostor. A komplexumot Ali Janina pasa pusztította el, mert a görög felkelők a kolostorban állítottak fel főhadiszállást.

- Agios Georgios Mandilás: romos kolostor.

- Kímissis Theotókou: romos kolostor.

- Panagia Parthénos Kyriákou: romos kolostor.

- Ioannis Prodomos: romos kolostor, Agios Nikólaos Anapavsás kolostorától nyugatra.

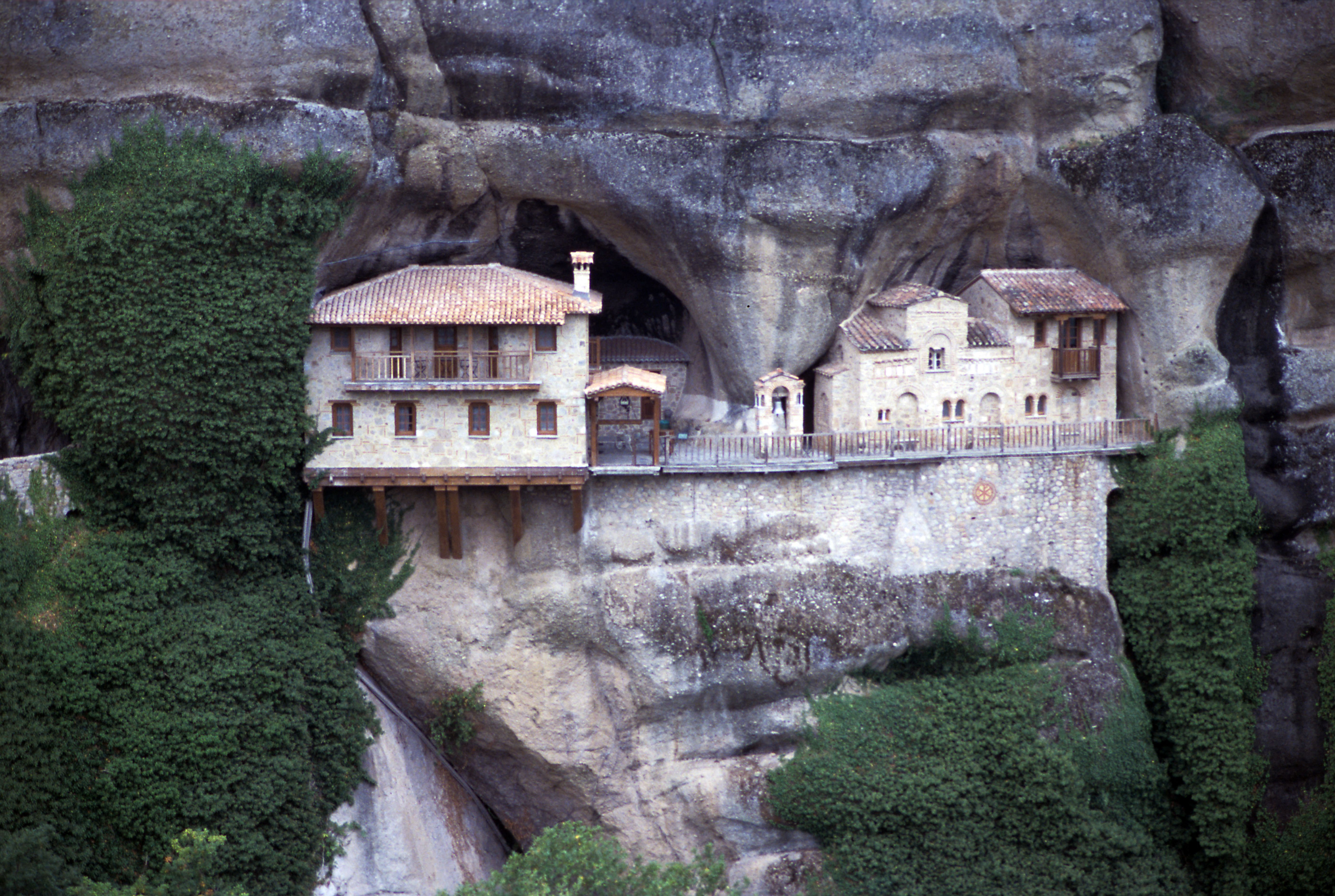
Ypapanti
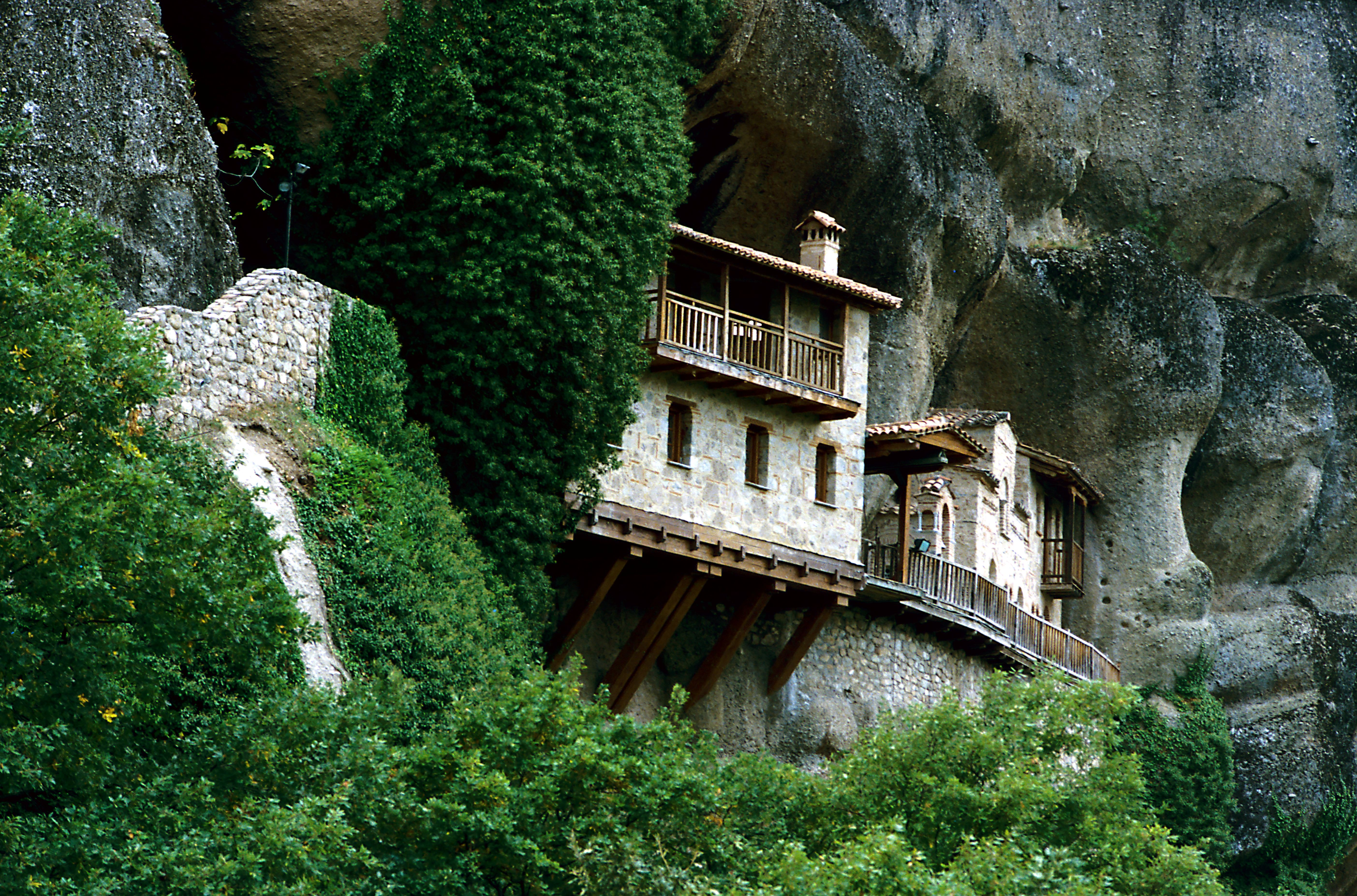
Ypapanti
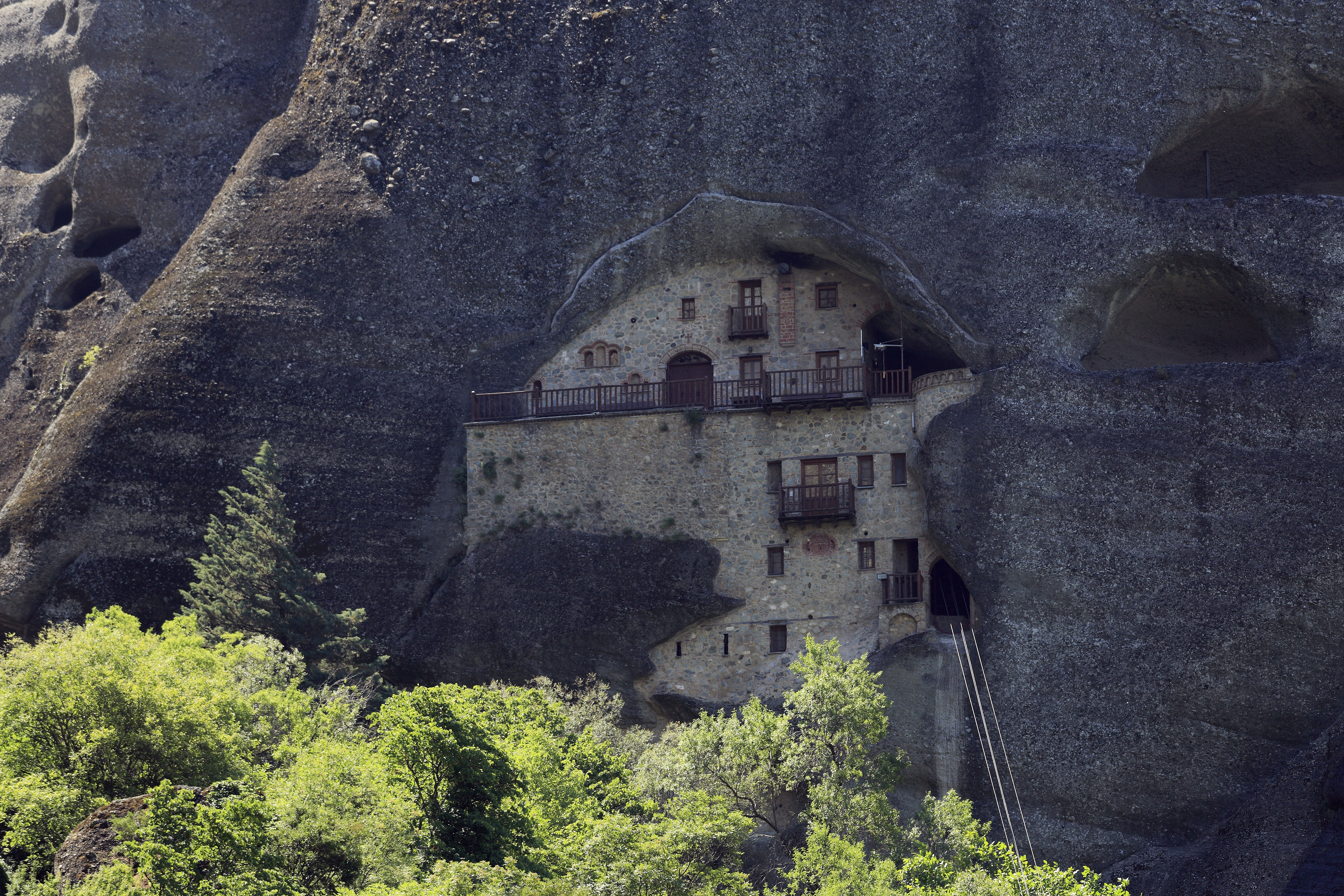
Ágios Nikólaos Bándovas
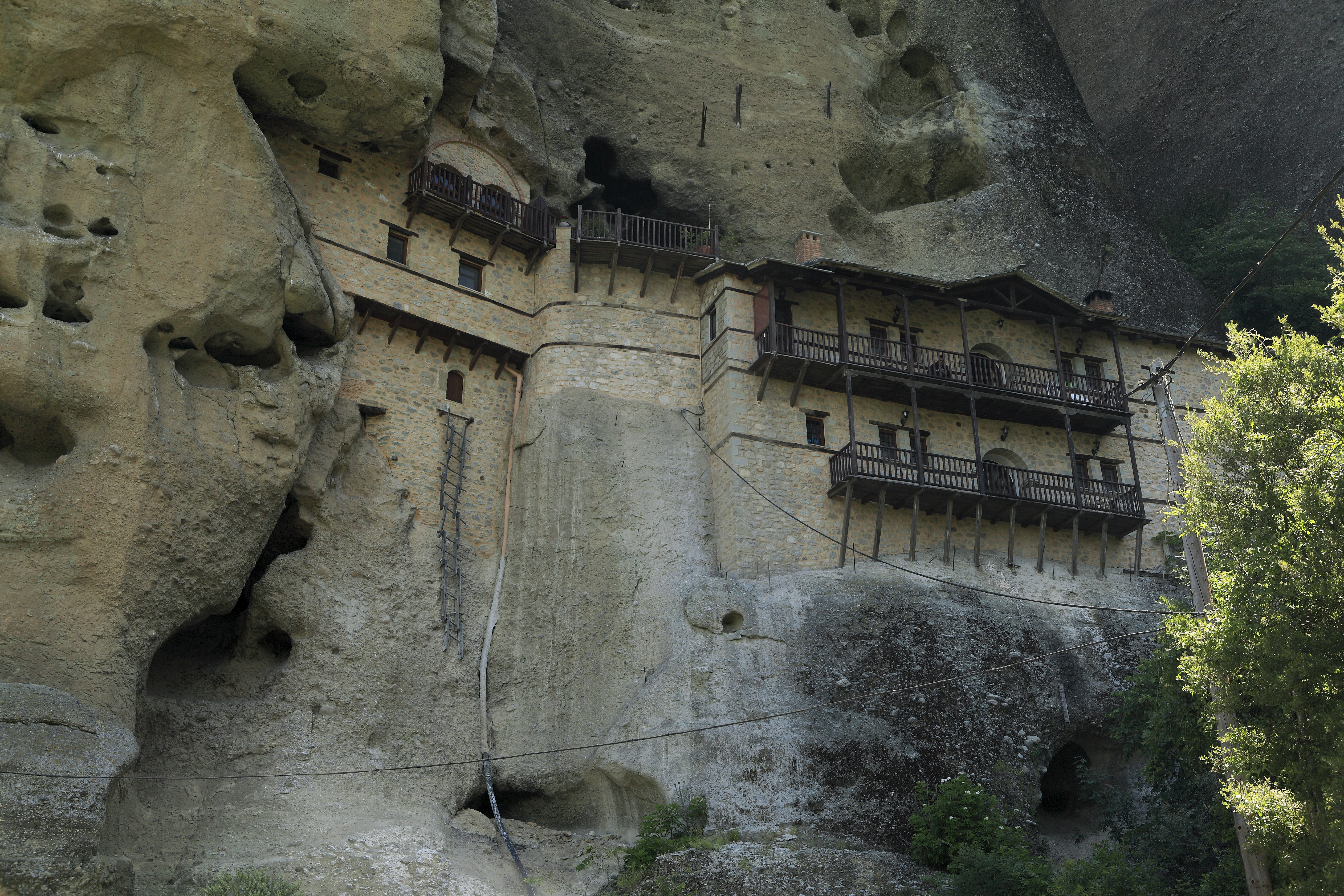
Ágios Andónios
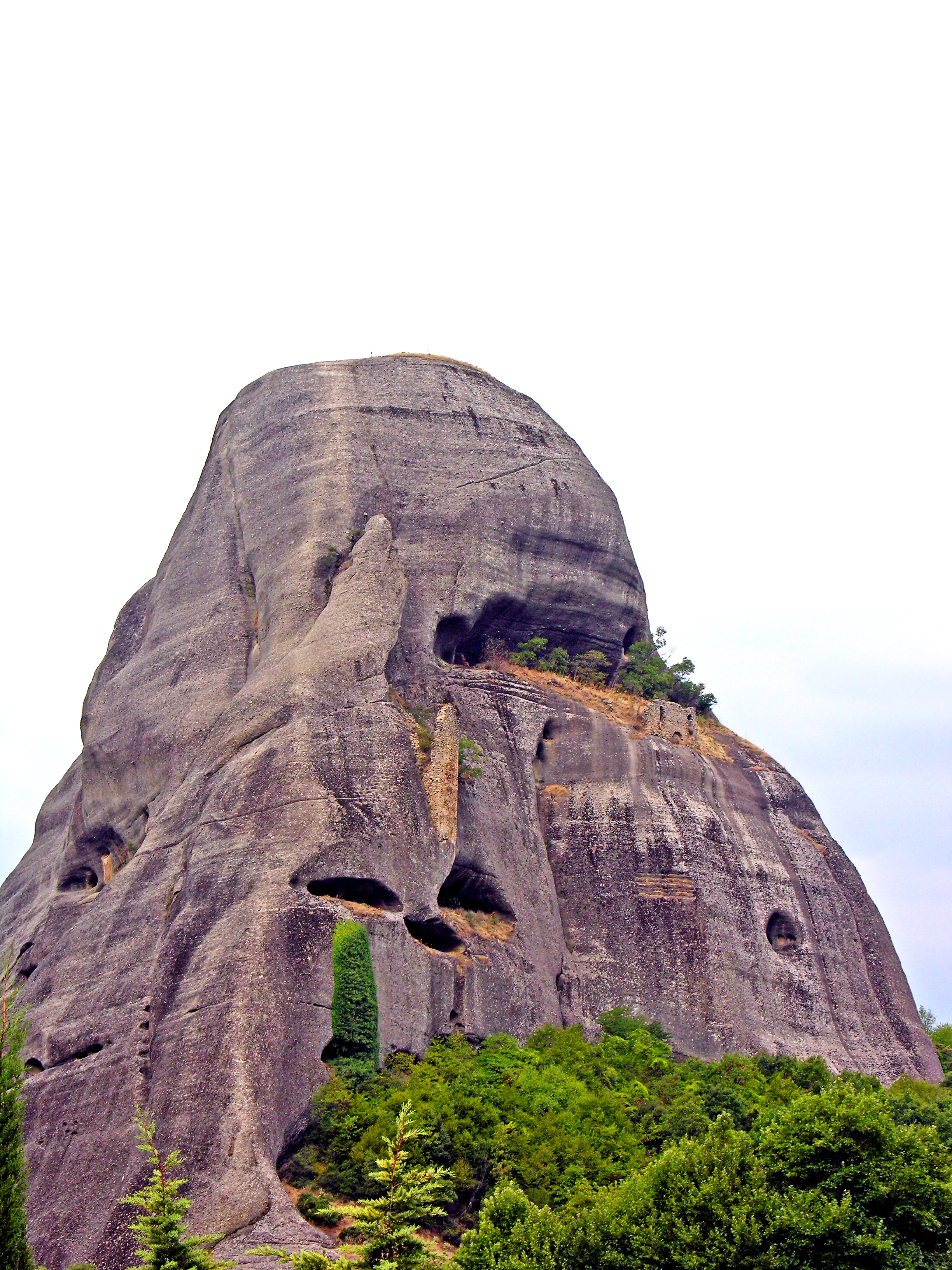
Pandókrator romjai egy sziklán
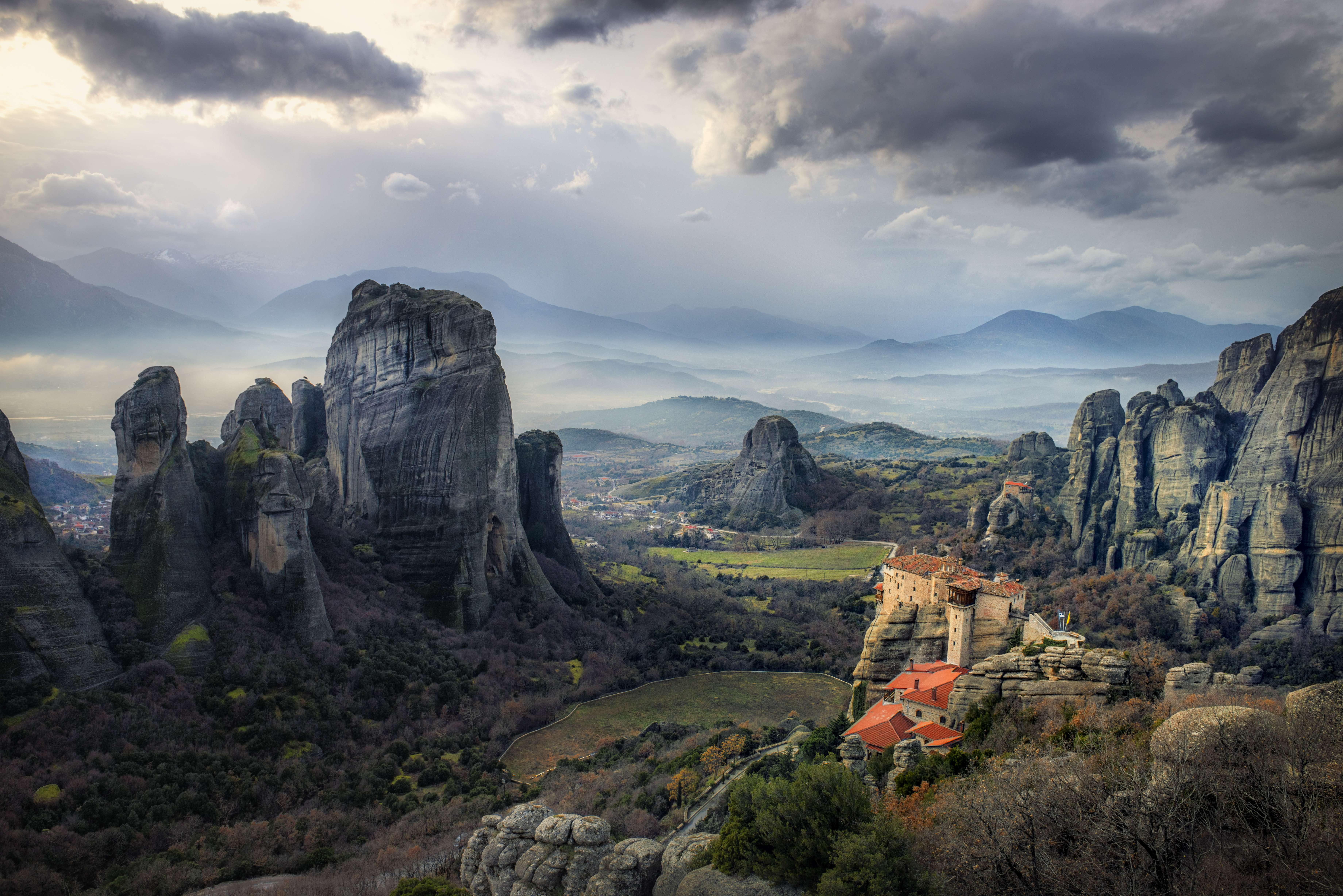
Tájkép a Roussanou kolostorával
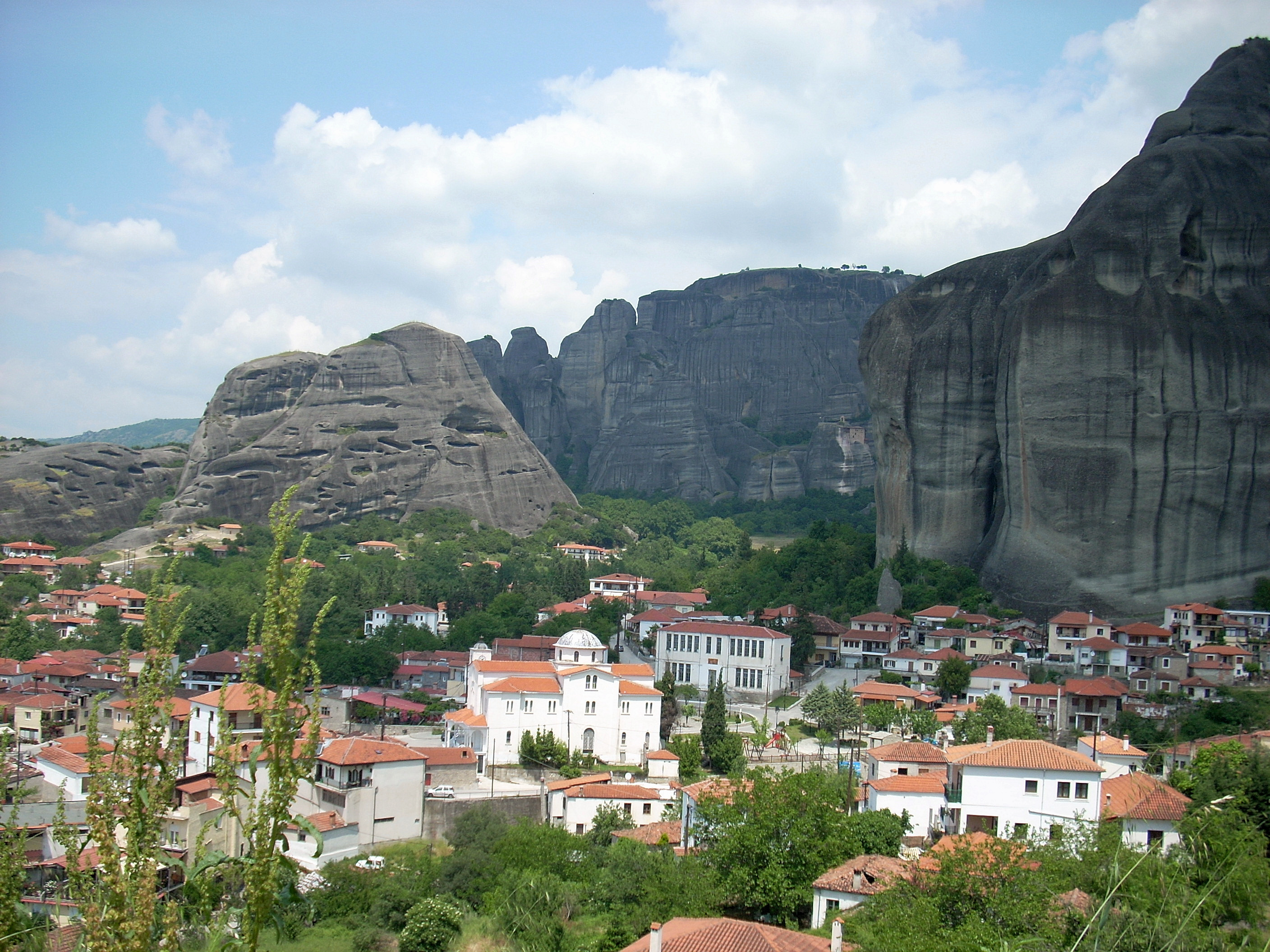
Kastraki települése feletti Meteorák